# Західний острів (Кокосові острови)
Вест-Айленд (англ. West Island) — місто в Австралії, столиця Кокосових островів.

## Географія
Вест-Айленд розташований на однойменному острові. Тут є лікарня, кілька готелів і кафе. Всю північну і південну частину острова займають плантації пальм. На півночі є пристань, цистерни для зберігання палива, пляж та ізольована станція. Поряд з аеропортом, побудованим під час Другої світової війни, є метеорологічна обсерваторія.

### Клімат
Місто розташоване в зоні, котра характеризується кліматом тропічних саван. Найтепліший місяць — березень із середньою температурою 27.2 °C (81 °F). Найхолодніший місяць — липень, із середньою температурою 25.6 °С (78 °F).
| Клімат Вест-Айленда     | Клімат Вест-Айленда | Клімат Вест-Айленда | Клімат Вест-Айленда | Клімат Вест-Айленда | Клімат Вест-Айленда | Клімат Вест-Айленда | Клімат Вест-Айленда | Клімат Вест-Айленда | Клімат Вест-Айленда | Клімат Вест-Айленда | Клімат Вест-Айленда | Клімат Вест-Айленда | Клімат Вест-Айленда |
| Показник                | Січ.                | Лют.                | Бер.                | Квіт.               | Трав.               | Черв.               | Лип.                | Серп.               | Вер.                | Жовт.               | Лист.               | Груд.               | Рік                 |
| Абсолютний максимум, °C | 32,1                | 32,4                | 32,1                | 32,2                | 31,4                | 30,7                | 29,9                | 30                  | 30                  | 30,6                | 31,1                | 32,2                | 32,4                |
| Середній максимум, °C   | 29,5                | 29,8                | 29,9                | 29,6                | 29,2                | 28,4                | 27,9                | 28                  | 28,1                | 28,6                | 28,9                | 29,3                | 28,9                |
| Середня температура, °C | 27                  | 27                  | 27                  | 27                  | 27                  | 26                  | 25                  | 25                  | 25                  | 26                  | 26                  | 26                  | 26                  |
| Середній мінімум, °C    | 24,7                | 24,9                | 25,1                | 25,1                | 24,9                | 24,3                | 23,8                | 23,7                | 23,7                | 24                  | 24,2                | 24,4                | 24,4                |
| Абсолютний мінімум, °C  | 21,1                | 20,1                | 19,8                | 19,6                | 19,4                | 20,1                | 20,4                | 18,3                | 19                  | 20,6                | 19,3                | 21,1                | 18,3                |
| Норма опадів, мм        | 160                 | 180                 | 230                 | 240                 | 190                 | 210                 | 210                 | 120                 | 90                  | 80                  | 100                 | 110                 | 1980                |
| Днів з дощем            | 12,3                | 14,2                | 16,7                | 17,6                | 17,6                | 18,2                | 19,1                | 16,9                | 13,2                | 10,9                | 10,7                | 11,1                | 178,6               |
| ----------------------- | ------------------- | ------------------- | ------------------- | ------------------- | ------------------- | ------------------- | ------------------- | ------------------- | ------------------- | ------------------- | ------------------- | ------------------- | ------------------- |
| Джерело: Weatherbase    |                     |                     |                     |                     |                     |                     |                     |                     |                     |                     |                     |                     |                     |

## Населення
Населення острова — 133 особи (2011).